# Reynolds Ice Rise
Der Reynolds Ice Rise ist eine kleine Eiskuppel an der Fallières-Küste des Grahamlands auf der Antarktischen Halbinsel. Sie ragt 5 km südöstlich des Wade Ice Rise auf.
Landsat-Aufnahmen aus den Jahren zwischen 1974 und 1979 dienten ihrer Kartierung. Das UK Antarctic Place-Names Committee benannte sie 1979 nach John Michael Reynolds (* 1955), Glaziologe des British Antarctic Survey von 1978 bis 1983, der anhand der Landsat-Aufnahmen das Auseinanderbrechen des Wordie-Schelfeises untersucht hatte.
Infolge des Rückgangs des Wordie-Schelfeises wurde ein Felssockel unter der Eiskuppel entdeckt. Seither gilt das Objekt im Vereinigten Königreich als Insel und trägt seit 2010 den Namen Reynolds Island.